# Cussorgia (Calasetta)
Cussorgia è l'unica frazione del comune di Calasetta, dal cui centro dista circa 4 chilometri, nella provincia del Sulcis Iglesiente, in Sardegna. Nella frazione di Cussorgia, che sorge a 7 metri sul livello del mare, vi risiedevano al 2001 64 abitanti, ed è conosciuta come centro balneare con villaggi residenziali per vacanze e ristoranti.
Nell'abitato di Cussorgia si trova la chiesetta cattolica dedicata a Cristo Re e la vecchia stazione ferroviaria della dismessa linea Siliqua-San Giovanni Suergiu-Calasetta, a scartamento ridotto, gestita dalle Ferrovie Meridionali Sarde dagli anni venti del Novecento fino al 1974. La presenza della stazione rese la località negli anni di attività della ferrovia meta di molti bagnanti che si recavano presso la spiaggia della frazione in treno.

## Geografia fisica

### Clima
La situazione geografica di Cussorgia si ritrova in un clima definibile come mediterraneo caldo, con inverni tiepidi o freschi, umidi ed a volte ventosi (vento prevalente il maestrale), e con estati molto calde, molto soleggiate ed aride. 
La piovosità estiva è ridottissima, fatto che limita la vegetazione estiva delle erbacee (abbondantissime e fiorite in inverno), e privilegia invece la vegetazione bassa a macchia mediterranea, ginepro, mirto, lentisco, rosmarino, e palma di San Pietro. La parte orientale dell'abitato ha una vegetazione a macchia più alta, il resto è caratterizzato da pascoli e coltivazioni.

### Cale, lidi e spiagge
L'ambiente della frazione è costituito da un interessante litorale, con flora mediterranea, così, partendo da est verso ovest, si hanno cale, lidi e spiagge con le seguenti denominazioni:
- Costa Punta Dritta
- Lido Punta Dritta
- Lido Cirdu o stagno di Cirdu ("cedro")
- Lido Giunchea o Giunchera ("giuncaia")
- Spiaggia Cussorgia
- Lido Su Fossu ("il fosso")
- Lido Capriolu ("capriolo")
- Lido Büllu u fre da Büllassa (cioè: "Billo fratello di Bullassa")
- Punta Rosarieddu
- Lido Riu Tupei ("rio Tupei")

## Origini del nome
L'origine del nome Cussòrgia viene fatto risalire ad un antico istituto giuridico, affine all'ademprivio e molto diffuso in Sardegna nel Medioevo, per il quale un pastore o proprietario di greggi è autorizzato dall'autorità, o dalla comunità, dietro pagamento di un canone, a godere di un suolo pubblico o collettivo destinato a pascolo, avendo in concessione terre per pascolo e per allevamento. L'etimologia del nome Cussòrgia deriva a sua volta dal latino medioevale cursoria, neutro plurale dal sostantivo cursorium, che è collegato al verbo latino classico currĕre, cioè correre, perché all'interno dello spazio concesso il bestiame poteva correre liberamente.

## Storia

### Fatti prestorici e storici

Il locale scalo ferroviario nel dopoguerra: con la linea ferroviaria in attività Cussorgia era meta di numerosi bagnanti del circondario

Il territorio di Cussorgia ha origini molto antiche. Nella zona circostante è attestata la presenza dell'uomo primitivo con la sua attività e cultura, come viene testimoniato nella presenza del sito archeologico del Riparo sotto roccia, di epoca prenuragica, in località Case Pistori; così come l'esistenza del nuraghe in un luogo denominato Sa Schina 'e Is Girillis e del Pozzo Nuragico vicino all'abitato. Sono probabili anche successivi insediamenti fenici, punici e romani, come testimoniano diversi reperti.
Nel periodo giudicale e medioevale non è attestata alcuna presenza abitativa permanente nel territorio di Cussorgia, che, però, risultava frequentato dagli abitanti del vicino borgo di Sulci, l'attuale Sant'Antioco, i quali esercitavano attività agro-pastorali nei terreni ubicati presso l'abitato.

## Monumenti e luoghi d'interesse

### Architetture civili
- Vecchia fermata ferroviaria: vecchio edificio ferroviario lungo la dismessa linea Siliqua-San Giovanni Suergiu-Calasetta.
- Vecchio ponte ferroviario: ponte sul rio Tupei della dismessa linea ferroviaria tra Siliqua e Calasetta.
- Vecchio ponte di Riu Cabriolu: vicino al litorale della frazione.
- Vecchio ponte Su Fossu: vicino al litorale della frazione.
- Vecchio ponticello dell'acquedotto: sul rio Tupei di Cussorgia.

### Architetture militare
- Batteria di Cussorgia: struttura militare della seconda guerra mondiale vicino all'abitato.

### Siti archeologici
- Riparo sotto roccia a Case Pistori
- Nuraghe Sa Schina 'e Is Girillis
- Pozzo Nuragico di Cussorgia
- Rudere edificio località Sa Scrocca

## Società

### Evoluzione demografica
Secondo il censimento generale della popolazione e delle abitazioni 2011 nella frazione di Cussorgia risiedevano sessantacinque abitanti, dei quali trentuno maschi e trentaquattro femmine.